# Nkulunkulu Mnikati wetibusiso temaSwati
Nkulunkulu Mnikati weibusiso temaSwati est l’hymne national de l'Eswatini.

## Paroles

### En siSwati
Nkulunkulu Mnikati wetibusiso temaSwati;
Siyatibonga tonkhe tinhlanhla;
Sibonga iNgwenyama yetfu.
Live netintsaba nemifula.
Busisa tiphatsimandla takaNgwane;
Nguwe wedvwa Somandla wetfu;
Sinike kuhlakanipha lokungenabucili
Simise usicinise, Simakadze.

### En anglais
O Lord our God, bestower of the blessings of the Swazi;
We give Thee thanks for all our good fortune;
We offer thanks and praise for our King
And for our fair land, its hills and rivers.
Thy blessings be on all rulers of our Country;
Might and power are Thine alone;
We pray Thee to grant us wisdom without deceit or malice.
Establish and fortify us, Lord Eternal.

### En français
Oh Seigneur notre Dieu, ordonnateur des bénédictions des Swazis ;
Nous Te remercions pour notre bonne fortune ;
Nous offrons mercis et prières à notre Roi ;
Et pour notre pays accueillant, ses montagnes et ses rivières.
Ta bénédiction soit sur tous les gouvernants de notre Pays ;
le pouvoir et la puissance sont Tiens seuls ;
Nous Te prions de nous donner la sagesse, sans tromperie ou méchanceté ;
Établis et fortifie-nous, Seigneur éternel.